# Bee Gees
I Bee Gees sono stati un gruppo musicale britannico, formatosi nel 1958 a Redcliffe nel Queensland, in Australia, dove erano emigrati. La band era composta dai fratelli Barry, Robin e Maurice Gibb.
Sono considerati tra i gruppi più noti, importanti, innovativi ed influenti della storia della musica pop, e inseriti fra i cinquanta artisti di maggior successo della storia della musica con oltre 200 milioni di dischi venduti. Sono ricordati soprattutto per aver composto e cantato le canzoni principali della colonna sonora Saturday Night Fever . Famosi per i loro impasti vocali, e dalla seconda metà degli anni settanta per la cantata in falsetto, i tre fratelli oltre a scrivere le proprie canzoni, hanno creato musica di successo anche per altri artisti (tra i quali Barbra Streisand, Dionne Warwick, Kenny Rogers, Dolly Parton, e Diana Ross).

## Storia

### Anni sessanta: i primi successi
I fratelli Gibb nacquero a Douglas, sull'Isola di Man, Dipendenza della Corona britannica, da Hugh Leslie Gibb, e Barbara May Pass.: Barry nacque il 1º settembre 1946, con il nome completo di Barry Alan Crompton Gibb, mentre i gemelli Robin e Maurice il 22 dicembre 1949, rispettivamente con i nomi completi di Robin Hugh Gibb e Maurice Ernest Gibb. Crebbero nel quartiere popolare di Chorlton-cum-Hardy, sobborgo di Manchester, al numero 51 di Keppel Road. Il 12 gennaio del 1945 era nata la primogenita Lesley. La vita a Manchester, però, si rivelò alquanto turbolenta: Barry fu spesso al centro di episodi di vandalismo, che culminarono in una condanna con la condizionale. Dopo la nascita del fratello Andy avvenuta il 5 marzo del 1958, i genitori decisero di emigrare in Australia, a Redcliffe nei pressi di Brisbane.
Già da piccoli dotati di talento vocale, i tre fratelli si fecero notare intrattenendo il pubblico durante una gara automobilistica, il cui promotore era Bill Goode, il quale poi li presentò a un deejay locale che si chiamava Bill Gates (omonimo del futuro industriale dei computer). Decisero di usare le iniziali dei loro nomi, ovvero B.G. per dare un nome alla band, valutarono anche Brothers Gibb's, o Bros G., ma poi fu scelta la semplice contrazione acronima di B.G's, da cui Bee Gees. Si esibirono per la prima volta alla televisione australiana già nel 1960, da bambini prodigio. Nel 1963 pubblicarono il primo singolo ufficiale, The Battle of the Blue & Grey.
In Australia incisero due album e una serie di singoli, ma solo quando ottennero successo con Spicks and Specks (nº 1 in Australia), decisero di tornare nel Regno Unito. Ingaggiati dal manager Robert Stigwood, ai fratelli si unirono due amici australiani, Vince Melouney alla chitarra e Colin Petersen alla batteria. Il primo singolo interamente realizzato in Inghilterra fu New York Mining Disaster 1941, primo successo anche negli Stati Uniti. Il singolo sarebbe stato inserito poi nel loro primo album internazionale Bee Gees 1st, uscito nel giugno del 1967. Da menzionare nel disco anche altre due canzoni, Holiday e To Love Somebody (in origine scritta per Otis Redding). Più avanti, nello stesso anno, raggiunsero la vetta della classifica britannica con Massachusetts, successo ripetuto con la pubblicazione a fine anno di un altro singolo, World.
Nel 1968 i Bee Gees pubblicarono il 45 giri Words, il primo fortunato singolo a spopolare anche in Italia, dove si piazza in terza posizione. I've Gotta Get a Message to You entra per la prima volta nella top ten statunitense ed è anche il loro secondo numero uno nel Regno Unito. Nello stesso anno escono gli album Horizontal e Idea.
Il 1969 si apre con il successo  americano di   I Started a Joke, mentre parallelamente esordisce nella top ten britannica anche First of May. Ad aprile uscirà l'ambizioso album Odessa. A coronamento di questa prima parte di carriera a ottobre verrà distribuito Best of Bee Gees. In primavera, a seguito della decisione del fratello Robin di abbandonare la band, Barry e Maurice decisero di proseguire senza di lui pubblicando Tomorrow Tomorrow che è superato in quanto a vendite dal singolo di esordio di Robin, Saved by the Bell; Robin pubblicò anche due singoli cantati in lingua italiana, Agosto ottobre e Un milione di anni fa. Provò a bissare il successo con One Million Years ma senza riuscirci, mentre il suo primo album, Robin's Reign, uscì nel 1970. La risposta di Barry e Maurice fu il singolo Don't Forget to Remember, presentato in esclusiva nello special TV intitolato Cucumber Castle. Come il fratello, non bissarono il successo con il singolo successivo IOIO, mentre l'album Cucumber Castle uscì anch'esso nel 1970. I due provarono poi una timida carriera da solisti: Barry pubblicò I'll Kiss Your Memory, Maurice  Railroad, ma senza grossa fortuna.

### Anni settanta: il declino e la consacrazione mondiale
Verso la fine del 1970 Robin si riunisce ai fratelli tornando al successo con Lonely Days, inclusa nell'album 2 Years On.
Il 1971 si apre con il trionfo del singolo How Can You Mend a Broken Heart, il primo a scalare le classifiche statunitensi e piazzarsi in vetta per quattro settimane. Ciononostante la popolarità dei Bee Gees cala notevolmente per il resto dell'anno, in particolare nei paesi anglosassoni; in Italia, al contrario il gruppo gode del massimo successo. Ne sono dimostrazione canzoni come Run to Me (n. 2) e My World (n. 1), così come gli album Trafalgar del 1971, e To Whom It May Concern del 1972. A consolidare il successo in Italia contribuisce la loro partecipazione al varietà televisivo Rai Teatro 10.
A livello internazionale il momento negativo continua anche nel 1973, con l'album Life in a Tin Can, e il 1974, anno in cui firmano l'album Mr. Natural, per cui si avvalsero della produzione di Arif Mardin, famoso produttore turco-americano, il quale apporta alla band un sound nettamente più black, in sintonia col nascente fenomeno della disco music. Sarà proprio Mardin a convincere i fratelli a cambiare indirizzo musicale, e a Barry di usare il famoso falsetto che li renderà celebri proprio a partire da questo periodo in poi.
Trasferitesi a Miami, i Bee Gees sono alla vigilia della celebrità mondiale. Nel 1975 con l'album Main Course conoscono un successo che mancava da tre anni, nel disco è presente  Jive Talkin (il cui singolo raggiunse la vetta negli Stati Uniti), Nights on Broadway (la prima in falsetto) e Fanny (Be Tender with My Love).
Nel 1976 pubblicano Children of the World al cui interno si trova una delle canzoni più popolari della band britannica, You Should Be Dancing; nell'album altri due singoli di successo , la ballata Love So Right e Boogie Child.
Nel 1977 nuove vicende segnano la vertiginosa scalata al successo mondiale, che faranno dei Bee Gees il gruppo vocale più venduto dopo i Beatles. A maggio esce il doppio album dal vivo Here... at Last... Bee Gees Live, che riscuote un buon successo commerciale, nel frattempo il manager Robert Stigwood, rinfrancato dalla ritrovata notorietà dei fratelli Gibb, propone loro di comporre la colonna sonora del film Saturday Night Fever il cui protagonista è John Travolta. Sia il film sia l'album riscuotono un successo straordinario, la colonna sonora diventò il disco più venduto di tutti i tempi, con oltre 40 milioni di copie vendute (24 settimane consecutive in testa nelle classifiche statunitensi), primato che mantenne fino alla pubblicazione di Thriller di Michael Jackson. All'interno sono inclusi i brani How Deep Is Your Love la prima a scalare le classifiche statunitensi, seguita da Stayin Alive, e Night Fever. Nell'album anche altre due canzoni scritte per altri artisti, If I Can't Have You per Yvonne Elliman e More Than a Woman per i Tavares, quest'ultima presente nella colonna sonora e nel film, cantata anche dai Bee Gees stessi.
Sulla scia dell'enorme fama di cui godono ora i Bee Gees, non sorprende il successo di  due canzoni scritte dai fratelli Gibb, Emotion per Samantha Sang e Grease per Frankie Valli.
Nel frattempo Barry patrocina anche il lancio della carriera del fratello minore Andy, il quale pubblicherà tre album tra il 1977 e il 1980, riscontrando un ottimo successo di pubblico grazie a tre canzoni che si piazzano consecutivamente al numero uno nelle classifiche americane,  I Just Want to Be Your Everything, Love Is Thicker Than Water, e Shadow Dancing. Dopo il fiasco del musical Sgt. Peppers Lonely Club Band, in cui si cimentano anche da attori, alla fine del 1978 i Bee Gees pubblicano il singolo Too Much Heaven che conquista la vetta della classifica statunitense.
Nel 1979 con l'album Spirits Having Flown (oltre 20 milioni di copie vendute)  collezionano altri due singoli di successo, Tragedy rimane primo in Italia per otto settimane, Love You Inside Out per sei (entrambe le canzoni raggiungono la prima posizione negli Stati Uniti ). Grazie a quest'ultimo singolo i Bee Gees registrano un nuovo record. Sono i primi artisti ad avere sei singoli consecutivi al primo posto nelle classifiche statunitensi. A ottobre uscirà la raccolta Bee Gees Greatest, che sarà un altro ennesimo trionfo.

### Anni ottanta: successi per altri artisti
Nel 1981, i Bee Gees pubblicano Living Eyes, album che marca la fine dell'era della disco , i fratelli Gibb si rinnovano con un raffinato sound, avvalendosi anche di noti session men (tra cui Steve Gadd) e musicisti come Don Felder degli Eagles, eppure il disco non riuscì a bissare le vendite dei due album precedenti anche per il boicottaggio delle radio americane . Nel 1983 esce il seguito di Saturday Night Fever, Staying Alive, che comprende canzoni nuove e riscuote un buon successo siglato col disco di platino negli Stati Uniti. Nel 1984 nel corso della prima edizione del Gran premio internazionale dello spettacolo sono premiati con il telegatto.
Robin nell'estate del 1983 pubblica l'album How Old Are You?, da cui viene estratto il singolo Juliet (n. 1 in Italia) di grande popolarità in Europa. Nel corso degli anni ottanta Robin firma altri due album: Secret Agent nel 1984 (da segnalare Boys Do Fall in Love, top 5 in Italia) e Walls Have Eyes nel 1985.
Anche Barry pubblica nel 1984 un suo album Now Voyager dal quale viene estratto il singolo Shine Shine. Il gruppo si dedica nella prima parte del decennio soprattutto al ruolo di autori di canzoni, che portano al successo sotto la produzione di Barry cantanti come Barbra Streisand, Dionne Warwick, Kenny Rogers, Dolly Parton e Diana Ross. Robin produce per Jimmy Ruffin, mentre Maurice scrive la musica per il film A Breed Apart e produce un disco per la cantante svedese Carola.
Solo nel 1987 i Bee Gees tornano alla ribalta come gruppo con l'album E.S.P.. Il singolo You Win Again è primo in Gran Bretagna e in numerosi altri paesi. La canzone fu presentata nella trasmissione Telemike, condotta da Mike Bongiorno nella quale i fratelli furono ospiti fissi per alcune settimane. Nel 1988 esce un album soundtrack di Barry, intitolato Hawks.
Il 10 marzo 1988 il fratello minore Andy  mentre si trovava in Inghilterra per incidere un album, muore per Miocardite, causata stando alla dichiarazione dei fratelli, dall'abuso di droga e alcool. Nel 1989 i Bee Gees includono nel loro nuovo album, One, una canzone dedicata ad Andy, Wish You Were Here, mentre l’omonima canzone One è il primo singolo a entrare nella top ten negli Stati Uniti negli anni ottanta. Dopo la pubblicazione dell'album, il gruppo intraprende un tour mondiale dopo dieci anni.

### Anni novanta: l'ultimo tour
Finito di registrare il loro ultimo lavoro, High Civilization nel 1991, la cui traccia Secret Love, è top five in Gran Bretagna, i Bee Gees intraprendono un tour europeo, al termine del quale Barry Gibb comincia ad accusare seri problemi alla schiena. Nei primi anni novanta, Barry non è l'unico ad avere problemi: Maurice entra nel giro dell'alcool, da cui uscirà vittorioso dopo una lunga battaglia grazie all'aiuto degli Alcolisti Anonimi.
Nel 1993 il gruppo pubblica l'album Size Isn't Everything, il cui primo singolo Paying the Price of Love  in Italia viene pubblicizzato a Vota la Voce. Dal disco anche la ballad For Whom the Bell Tolls, mentre nel 1994 sono premiati con l'ingresso nella Songwriters Hall of Fame.
Nel 1997 escono con l'album Still Waters, fortunato in termini di vendite. Il primo singolo estratto, Alone, presentato in esclusiva al Festival di Sanremo, si rivela un successo, così anche altri due singoli I Could Not Love You More e Still Waters (Run Deep).

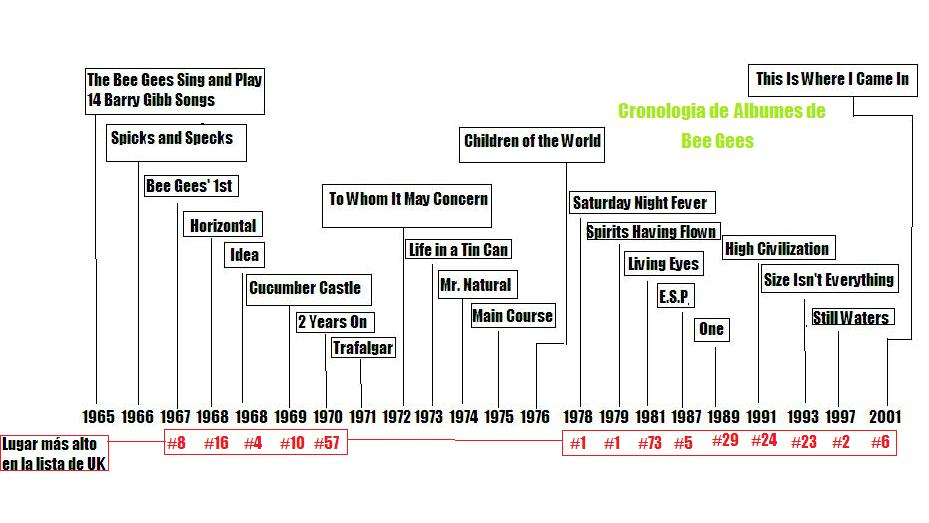
Cronologia degli album

Nello stesso anno fanno il loro ingresso nella Rock and Roll Hall of Fame, per poi partire con un mini tour mondiale noto come One Night Only. Il CD del concerto, registrato in occasione della prima tappa a Las Vegas, esce nel 1998, bissando il successo dell'album precedente. Il gruppo è così indotto a inaugurare un nuovo tour di concerti in giro per il mondo, le cui due tappe più conosciute sono allo stadio di Wembley a Londra (70 000 presenti il 5 settembre 1998) e quella conclusiva al nuovissimo stadio Olimpico di Sydney. Il decennio termina con quello che rimane il loro ultimo concerto "a tutto tondo", il così noto BG2K, tenutosi appunto il 31 dicembre 1999.

### Scioglimento, riunione e fine del gruppo
Nel 2001, anno in cui vengono inseriti nella Vocal Group Hall of Fame, esce il loro ultimo album come gruppo: This Is Where I Came In. L'album dà modo a ciascun membro del gruppo di scrivere le proprie canzoni, ma allo stesso tempo permette che si aiutino l'un l'altro nella loro composizione. Per promuovere l'album, si esibiscono dal vivo a Live by Request, speciale andato in onda in televisione.
Maurice, nel frattempo diventato il direttore musicale del gruppo, muore improvvisamente il 12 gennaio 2003, per complicazioni dovute a un blocco intestinale. Inizialmente Robin e Barry pensano di continuare a perpetuarne la memoria mantenendo unito il gruppo; poi decidono, in memoria del fratello, di ritirare il nome Bee Gees affinché esso ricordi il trio musicale originale. Riunitisi dopo il 2003 soprattutto a fini di beneficenza, il 12 settembre del 2009 annunciano il ritorno al nome Bee Gees. La scomparsa di Robin, avvenuta il 20 maggio 2012, chiude definitivamente la storia di questo leggendario gruppo, anche se la fervente attività di Barry tende a onorarne continuamente la memoria.

## Stile musicale
Gruppo vocale che fa affidamento sulla voce di Barry Gibb e sulle caratteristiche armonie nasali, i Bee Gees sono passati dalla musica pop accorata degli anni sessanta, di cui sono considerati fra i maggiori esponenti, alla disco music degli anni settanta, che hanno popolarizzato con la colonna sonora della Febbre del sabato sera. Si ispirano agli Everly Brothers e agli Hollies, da cui riprendono rispettivamente le armonie vocali e i ritmi, mentre dalla metà degli anni settanta hanno iniziato a usare il falsetto e a contaminarsi con l'R&B e il funk. Secondo AllMusic, i Bee Gees sono esponenti di diverse varianti di musica rock, del baroque pop e dell'adult contemporary. Dopo First (1967), che deve influenze ai Beach Boys e al Merseybeat, il loro stile si è fatto più vicino al folk-rock con Horizontal (1968) mentre Odessa (1969), appoggiandosi all'orchestra e ispirandosi al rock progressivo, propone uno stile simile a quello dei Moody Blues. Main Course (1975) e Children of the World (1976), che precedono Saturday Night Fever, segnano la loro virata verso la disco music. Con Spirits Having Flown (1979) il gruppo propone la sua uscita più ambiziosa in termini di arrangiamenti e produzione, E.S.P (1987) è un tentativo di incrociare influenze hip-hop al loro stile pop, mentre High Civilization (1991) tenta un approccio con il techno-rock.

## Formazione
- Barry Gibb – voce, chitarra
- Robin Gibb – voce
- Maurice Gibb – voce, basso, tastiera, chitarra

## Record e riconoscimenti
Con oltre 200 milioni di copie vendute i Bee Gees sono tra gli artisti di maggiore successo di tutti i tempi.  In Gran Bretagna hanno avuto una canzone al primo posto in cinque differenti decenni (60-70-80-90-2000).  6 singoli hanno raggiunto consecutivamente la prima posizione nelle classifiche americane. Come i Beatles, hanno avuto 5 canzoni contemporaneamente nella top 10 statunitense. La colonna sonora del film Saturday Night Fever ha venduto oltre 40 milioni di copie. Barry ha scritto 16 canzoni che hanno raggiunto la prima posizione negli Stati Uniti (solo John Lennon e Paul McCartney ne hanno scritte di più), come produttore ne ha scritte e prodotte 14 (anche qui terzo dopo George Martin e Steve Sholes). Tra i riconoscimenti più importanti ricordiamo l'ingresso nella Rock and Roll Hall of Fame (1997), nella Songwriters Hall of Fame (1994), nella Vocal Group Hall of Fame (2001) , 8 Grammy Award vinti tra cui il Grammy Legend Award, oltre a 16 nomination.